# The "Civil War" EP
The «Civil War» EP (відоміший як просто Civil War) — третій мініальбом американського хардрок гурту Guns N' Roses, вийшов 24 травня 1993 року. Названий на честь однойменної пісні, мініальбом є компіляцією з пісень альбомів Use Your Illusion I і Use Your Illusion II, а також містить інтерв'ю з гітаристом гурту — Слешом.

## Обкладинка
Передня обкладинка повністю чорна. Задня, крім назви гурту та диска, містить унікальний для кожної копії номер. Буклет містить рекламу концерту Guns N' Roses в Мілтон-Кінсз, Англія та анонс відеокліпу на пісню «Garden of Eden».

## Треклист
| CD (GFSTD 43) | CD (GFSTD 43)                                                     | CD (GFSTD 43)                 | CD (GFSTD 43) |
| #             | Назва                                                             | Автор                         | Тривалість    |
| ------------- | ----------------------------------------------------------------- | ----------------------------- | ------------- |
| 1.            | «Civil War» (LP version)                                          | Axl Rose, Slash, Duff McKagan | 7:36          |
| 2.            | «Garden of Eden» (LP version)                                     | Slash, Rose                   | 2:36          |
| 3.            | «Dead Horse» (LP version)                                         | Rose                          | 4:11          |
| 4.            | «Exclusive Interview with Slash» (Incorrect length given as 7:21) |                               | 7:12          |

## Учасники запису
Guns N' Roses
- Ексл Роуз — головний вокал, свист на «Civil War», звукові ефекти на «Garden of Eden», акустична гітара на «Dead Horse».
- Слеш — соло-гітара
- Іззі Стредлін — ритм-гітара, бек-вокал
- Дафф МакКаган — бас-гітара, бек-вокал
- Метт Сорум — ударні, перкусія
- Діззі Рід — фортепіано, бек-вокал

Додатковий персонал
- Стівен Адлер — ударні на «Civil War»
- Йоганн Ланглі — програмування синтезатора на «Garden of Eden»
- Майк Клінк — лускунчик на «Dead Horse», продюсування, звукоінженер
- Білл Прайс — міксинг
- Джордж Маріно — мастеринг

## Чарти
| Чарт (1993)                                                  | Найвища позиція |
| ------------------------------------------------------------ | --------------- |
| Ірландія (IRMA) The "Civil War" EP                           | 15              |
| Велика Британія (Official Charts Company) The "Civil War" EP | 11              |